# Sphenomerus
Sphenomerus – gatunek chrząszcza z rodziny sprężykowatych.
Występowanie tych chrząszczy stwierdzono w Azji, w krajach takich, jak Indie, Laos, Sri Lanka, Tajlandia, Tajwan, Wietnam.